# Luke's Fatal Flivver
Luke's Fatal Flivver é um curta-metragem norte-americano de 1916, do gênero comédia, estrelado por Harold Lloyd.

## Elenco
- Harold Lloyd como Lonesome Luke
- Snub Pollard - (como Harry Pollard)
- Bebe Daniels
- Bud Jamison
- Charles Stevenson
- Harry Todd